# Johann Friedrich Bahrdt (Theologe)

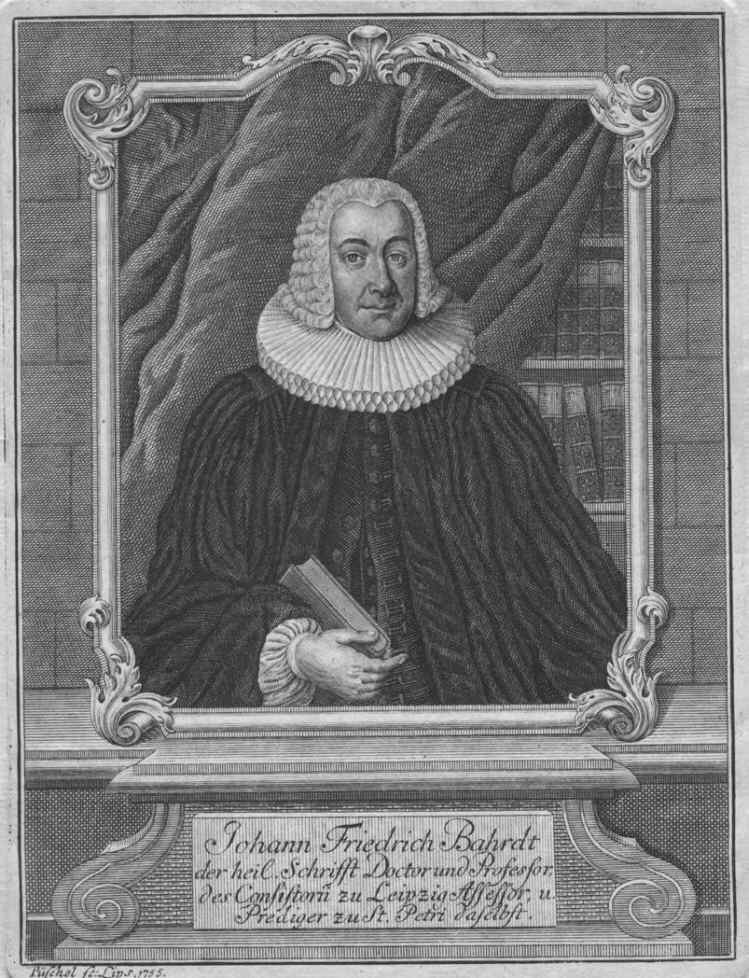
Johann Friedrich Bahrdt
Kupferstich von Johann Christian Püschel (1755)

Johann Friedrich Bahrdt (* 11. Juni 1713 in Lübben; † 6. November 1775 in Leipzig) war ein deutscher evangelisch-lutherischer Theologe. Er wirkte als Professor und Superintendent in Leipzig.

## Leben und Wirken
Johann Friedrich Bahrdt wurde als Sohn von Johann Ludwig Bahrdt und Christiane Sophie Bahrdt, geb. Georg, in Lübben geboren. Sein Vater war Lehnssekretär und wurde später Protonotar beim dortigen Konsistorium. Nachdem der Junge zunächst von Hauslehrern unterrichtet wurde, besuchte er drei Jahre lang die Schule in Sorau, wo ihn Johann Gottfried Zeiske unterrichtete. Nach seiner Rückkehr nach Lübben besuchte er das Lyzeum unter Konrektor Johann Gottfried Pilarik. Während seines Studiums der Theologie 1730 bis 1733 an der Universität Leipzig hörte er Vorlesungen von Johann Gottlob Pfeiffer, Heinrich Klausing, Karl Gottlob Hofmann, Salomo Deyling und Karl Gottlob Sperbach.
1733 wechselte er an die Universität Wittenberg und disputierte dort bei Christoph Heinrich Zeibich de usu sacrae coenae frequentiori. Als Magister der Philosophie kehrte er nach Lübben zurück, um sich im Jahr darauf als Kandidat des Predigtamtes dem Examen in Dresden zu stellen. Anschließend hatte er verschiedene Hofmeisterstellen inne. Er lernte den Grafen von Hohendorf, damals Präsident des Dresdner Oberkonsistoriums, kennen, der sein steter Förderer wurde. Durch dessen Fürsprache wurde er 1739 Diaconus in Bischofswerda, 1741 Pfarrer in Schönfeld bei Dresden und 1745 Superintendent und Schlossprediger in Doberlug. 1747 wechselte er als Katechet und Prediger an der Peterskirche in Leipzig, wo er von der theologischen Fakultät den Grad eines Baccalaureus erhielt. Im Jahr darauf wurde er dort außerordentlicher Professor der Theologie und die theologische Fakultät verlieh ihm die Licentiaten- und die Doktorwürde.
Ab 1750 wirkte er zusätzlich als Assessor des Konsistoriums Leipzig. 1755 wurde er ordentlicher Professor der Theologie und ein Jahr darauf Frühprediger an der Universitätskirche Leipzig. Ab 1757 war er Kanoniker und ab 1767 Subsenior und Scholarch in Zeitz. 1760 und 1766 war er Rektor der Universität Leipzig. 1773 wurde er pastor primarius der Thomaskirche und Superintendent in Leipzig, wo er zwei Jahre darauf starb.

## Familie
Er heiratete Christiana Elisabeth Ehrenhaus, die Tochter des Diakons Johann Gottlieb Ehrhaus aus Pulsnitz.
Das Paar hatte einen Sohn, Karl Friedrich Bahrdt, der evangelischer Theologe und radikaler Aufklärungsschriftsteller wurde. Seine älteste Tochter Magarethe Friderike Sophie († 1805) heiratete den Juristen August Friedrich Schott (1744–1792).

## Werke
Neben theologischen Abhandlungen und Erbauungsschriften veröffentlichte der als begnadeter Redner bekannte Bahrdt viele Predigtsammlungen.
- Kurze Abhandlung der reinen Lehre unserer evangelisch-Lutherischen Kirche von der Sterblichkeit und dem leiblichen Tode des menschlichen Geschlechts. Richter, Bautzen 1738
- Göttliche Heyls-Ordnung. 2 Bände, Marche, Görlitz und Leipzig 1743 und 1748
- Das schöne Zeugniß Christi von den traurigen Schicksalen der Menschen. Marche, Leipzig und Görlitz 1747
- Herrliche Zeugnisse von den wunderbaren Wegen Gottes. Breitkopf, Leipzig 1748
- Erbauliche Todesbetrachtungen. Weidmann, Leipzig 1748
- De Ministerio Novi Testamenti non literae sed spiritus. Breitkopf, Leipzig 1749 (zwei Teile: Inauguraldisputation zur Licentiatenwürde und Inauguraldisputation zur Doktorwürde)
- De sapientissimo legis et evangelii nexu. Breitkopf, Leipzig 1749 (Einladung zur Antrittsrede am 4. Februar 1749)
- Evangelische Betrachtungen über wichtige Wahrheiten der Glaubens- und Sitten-Lehre unsers Erlösers. Weidmann, Leipzig 1750
- Schrift und vernunftmäßige Beweise, daß die Sünde die eigentliche Ursache des Todes sey. Jacobi, Leipzig 1751
- De Applicatione Homiletica. Langenheim, Leipzig 1752, Dissertation
- Praecepta oratoriae sacrae oder Anweisung zur Beredsamkeit. Schönemarck, Leipzig 1752
- Vollständige Sammlung heiliger Reden ueber auserlesene Wahrheiten der Glaubens- und Sittenlehre Jesu. Leipzig 1752ff., 4 Stücke
- Die in der evangelischen Kirche gewöhnliche Sonn- und Fest-täglichen Episteln und Evangelia. Schönermarck, Sondershausen und Leipzig 1753
- als Herausgeber: Das privilegirte, neu verfertigte Evangelische Gesang-Buch. Nebst einem gantz neu ausgearbeiteten Gebet- und Communion-Buche. Leipzig 1753 (enthält 19 eigene Lieder, darunter Wie theuer ist, Herr, deine Güte und Sey getreu bis an das Ende, sey getreu bis in den Tod); 2. vermehrte und verbesserte Auflage, Schönermarck, Leipzig 1764; später als Privilegirtes evangelisches Leipziger Gesangbuch ... nebst einem Gebet- und Communionbuche. Pilz, Löbau 1799
- Der feste Grund der Evangelischen Wahrheit in Predigten über die ordentlichen Sonn- und Festtags Evangelia erwiesen. Schönermark, Leipzig 1757
- Heilsame Erweckungen zur Busse. Weidmann, Leipzig 1758
- Gründliche Vertheidigung der evangelisch-lutherischen Kirche gegen eines Ungenannten Pium desiderium. Weidmann, Leipzig 1759
- Worte des Trostes in Tagen der Angst und des Schreckens. Langenheim, Leipzig 1760
- Tod und Leben in der Hand des lebenden Jesu. Heinsius, Leipzig 1761
- Kurze und erbauliche Erklärung der ganzen Leidensgeschichte unsers Herrn Jesu Christi. Heinsius, Leipzig 1761
- Sammlung einiger Trost-Predigten. Heinsius, Leipzig 1762
- Kurtze Anweisung zum Gebet und rechten Gebrauche der Gebet-Bücher. Heinsius, Leipzig 1762
- Paraphrastische Erklärung des Buches Hiob. 2 Bände, Heinsius, Leipzig 1764 und 1765
- Der evangelischen Sittenlehre Jesu. 2 Bände, Büschel, Leipzig 1766 und 1769
- Sammlung einiger Erbauungsreden über auserlesene Wahrheiten der Religion Jesu. Büschel, Leipzig 1767
- Abhandlung von den einzelnen Pflichten des Christenthums. Leipzig 1768
- Drey Vorbereitungspredigten auf der am 2ten May 1769 in Leipzig beglückt vollzogene Erbhuldigung Sr. Churfürstlichen Durchlauchtigkeit zu Sachsen. Büschel, Leipzig 1769
- Die ganze Lebensgeschichte unsers Herrn Jesu Christi. Breitkopf, Leipzig 1772
- Predigten zur Bestreitung schädlicher Vorurtheile in der Religion. Hinz, Mitau und Leipzig 1773
- Die neusten Offenbarungen Gottes in Briefen und Erzählungen: Theil 1–8, Riga 1773–1774
- Christian Samuel Weiß (Hrsg.): Auserlesene Predigten der beyden leztern Lehr- und Lebensjahre D. Johann Friedrich Bahrdts, Professors und Superintendents zu Leipzig. Kummer, Leipzig 1776